# Rich Sex (песня Ники Минаж)
«Rich Sex» — песня американской хип-хоп-исполнительницы Ники Минаж, записанная при участии американского рэпера Лил Уэйна. Песня была выпущена в качестве первого промосингла с четвёртого студийного альбома Ники Минаж Queen (2018) 11 июня 2018 года на лейблах Young Money Entertainment и Cash Money Records.

## Релиз
Минаж выпустила «Rich Sex» в качестве первого промосингла 11 июня 2018 года вместе с объявлением о выходе второго сингла «Bed», записанного при участии американской певицы Арианы Гранде.

## Живые выступления
Впервые Минаж выступила с песней «Rich Sex» на премии BET Awards 23 июня 2018 года. Композиция была частью попурри вместе с песней «Chun-Li».

## Рабочий персонал
Список персонала взят с сайта Tidal.
- Ники Минаж — главный вокалист
- Лил Уэйн — вокалист
- Дж. Рейд — продюсер
- Обри «Биг Джус» Дилэйн — продюсер, звукорежиссер-микшер
- Джавара Хэдли — автор песни
- Джейсен Джошуа — микшер
- Мэнни Галвес — звукорежиссер-микшер
- Джефф Эдвардс — звукорежиссер-микшер
- Рашон Маклин — ассистент микширования
- Майк Сиберг — ассистент микширования
- Джейкоб Ричардс — ассистент звукорежиссера
- Джейсон Делаттибудер — ассистент звукорежиссера
- Брайан Джудд — ассистент звукорежиссера
- Джамал Берри — ассистент звукорежиссера

## Чарты
| Чарт (2018)                         | Высшая позиция |
| ----------------------------------- | -------------- |
| Канада (Canadian Hot 100)           | 93             |
| Венгрия (Single Top 40)             | 28             |
| Шотландия (Official Charts Company) | 66             |
| US Billboard Hot 100                | 88             |
| Hot R&B/Hip-Hop Songs (Billboard)   | 43             |